# Zhang Wentian
Zhang Wentian (chino simplificado: 张闻天, chino tradicional: 张闻天, pinyin: Zhāng Wéntiān; 30 de junio de 1900-1 de julio de 1976) fue el viceministro de Relaciones Exteriores de la República Popular de China, de diciembre de 1954 a noviembre de 1960; participante de la Gran Marcha, el embajador de la Unión Soviética a partir de abril 1951 hasta enero de 1955, y figura influyente en el asunto de Peng Dehuai en la Conferencia de Lushan, 1959.
| Predecesor: Bo Gu | Secretario General del Partido Comunista de China 1935–1943 | Sucesor: Mao Zedong (como Presidente del Partido Comunista de China) |